# Villanueva de la Reina
Villanueva de la Reina es una localidad y municipio español situado en la parte oriental de la comarca de la Campiña Jienense, en la provincia de Jaén. Limita con los municipios jienenses de Andújar, Lahiguera, Fuerte del Rey, Cazalilla, Espeluy, Bailén, Guarromán y Baños de la Encina; y con el municipio ciudadrealeño de Mestanza. Por su término discurren los ríos Guadalquivir y Rumblar.
El municipio villanovero comprende los núcleos de población de Villanueva de la Reina —capital municipal—, La Quintería, La Condesa, Rincón de San Ildefonso y La Crujía. Tiene una población de 2948 habitantes (INE 2024).

## Símbolos
Villanueva de la Reina cuenta con un escudo y bandera adoptados oficialmente el 26 de agosto de 2000.

### Escudo
Su descripción heráldica es la siguiente:

Cuartelado en cruz, y entado en punta I y IV); campo de gules II y III); campo de plata, entado de plata, sobre el todo; escudete oval, doblada su proporción heráldica, que en campo de gules, carga un castillo de oro, almenado de tres almenas, aclarado de azur y mazonado de sable, al timbre corona real española cerrada.

Estas armas son alegóricas a los reinos de Castilla, León y Granada, así como a la figura del Rey Carlos IV.

### Bandera
La enseña del municipio tiene la siguiente descripción:

Bandera rectangular de dimensiones 2:3, dividida en dos franjas perpendiculares al asta y de igual tamaño, la superior azul zafíreo y la inferior amarillo gualdo; centrado y sobrepuesto, el escudo de armas municipal.

La bandera hace referencia con el azul zafíreo a la Casa de Borbón, y con el amarillo gualdo a las flores de lis de los Borbón-Anjou, que se representan con ese mismo esmalte.

## Historia
Villanueva de la Reina, conocida como la antigua Noulas, fue fundada por los romanos en tiempos de Escipión el Africano. Se encontraba ubicada en la antigua vía romana Augusta que unía Iliturgis con Cástulo, éstas pasaron del poder de los cartagineses al romano en el año 206 a. C.
El Rey Alfonso X llamado el Sabio, después de tomarla en el siglo XIII se la concedió a Andúxar (Andújar) recibiendo el nombre de Villanueva de Andújar.
De acuerdo con los datos del siglo XVIII recogidos en el Catastro de la Ensenada, en Villanueva de Andújar había 300 vecinos. Entre ellos se contaba el médico, el boticario, el cirujano, el escribano, trece clérigos y tres hidalgos, Alonso de Buenavida, labrador, Pedro Lotario de Luna, teniente, y Luis Ximénez de Biedma, boticario. Consiguió la independencia de Andújar por Carlos IV, el 14 de febrero de 1790, que la declaró «villa libre» y pasó a llamarse Villanueva del Río hasta el año 1862, en que obtuvo su nombre definitivo de Villanueva de la Reina, en honor y gratitud por las gracias recibidas de la reina Isabel II en el viaje que realizó por tierras del sur peninsular. 

## Geografía

### Situación
Está integrado en la comarca de la Campiña de Jaén, situándose a 42 kilómetros de la capital provincial. El término municipal está atravesado por la A-4 (Autovía del Sur) entre los pK 304 y 312. El municipio forma una franja alargada de norte a sur que se extiende desde Sierra Morena hasta el valle del Guadalquivir. En la zona norte, el paisaje es montañoso, alcanzándose alturas superiores a los 900 metros en algunos puntos, aunque la altura media ronda los 600 metros. El terreno desciende de forma progresiva de norte a sur hasta el río Guadalquivir, llegando hasta los 210 metros de altitud. Más allá del río, existe otro ligero ascenso del terreno caracterizado por cerros dispersos, característico de la Campiña, que llegan hasta los 400 metros de altitud. El río Rumblar marca el límite con Bailén y Espeluy cerca de su desembocadura. El término municipal de Villanueva de la Reina forma parte del parque natural de la Sierra de Andújar. El pueblo se alza a 220 metros sobre el nivel del mar.
| Noroeste: Andújar   | Norte: Andújar, Mestanza (CR) y Baños de la Encina | Nordeste: Baños de la Encina                          |
| Oeste: Andújar      |                                                    | Este: Baños de la Encina, Guarromán, Bailén y Espeluy |
| Suroeste: Lahiguera | Sur: Fuerte del Rey                                | Sureste: Cazalilla                                    |

## Geografía humana

### Demografía
Cuenta con una población de 2948 habitantes (INE 2024).
| Gráfica de evolución demográfica de Villanueva de la Reina entre 1842 y 2021                                          |
| |
| Población de derecho según los censos de población del INE. Población de hecho según los censos de población del INE. |

## Organización político-administrativa

### Elecciones municipales
| Elecciones municipales desde 1979                      |      |      |      |      |      |      |      |      |      |      |      |      |
|                                                        | 1979 | 1983 | 1987 | 1991 | 1995 | 1999 | 2003 | 2007 | 2011 | 2015 | 2019 | 2023 |
| PSOE                                                   | 6    | 8    | 9    | 9    | 8    | 9    | 9    | 8    | 8    | 7    | 7    | 5    |
| AP/PP                                                  | -    | 2    | 1    | 1    | 1    | 1    | 1    | 1    | 2    | 1    | 1    | 3    |
| UDVQ                                                   | -    | -    | -    | -    | -    | -    | -    | -    | -    | 3    | -    | 3    |
| PCE/IU                                                 | 3    | 1    | 1    | 1    | 2    | 1    | 1    | 1    | 1    | 0    | 3    | -    |
| PA                                                     | -    | -    | -    | -    | -    | -    | -    | 1    | 0    | -    | -    | -    |
| IND                                                    | 2    | -    | -    | -    | -    | -    | -    | -    | -    | -    | -    | -    |
| En negrilla el partido más votado                      |      |      |      |      |      |      |      |      |      |      |      |      |
| Fuente: Datos de las elecciones municipales desde 1979 |      |      |      |      |      |      |      |      |      |      |      |      |

### Alcaldía
| Periodo   | Nombre                                      | Partido |
| --------- | ------------------------------------------- | ------- |
| 1979-1983 | Roque Lara Carmona                          |         |
| 1983-1987 | Roque Lara Carmona                          |         |
| 1987-1991 | Roque Lara Carmona                          |         |
| 1991-1995 | Roque Lara Carmona                          |         |
| 1995-1999 | Roque Lara Carmona                          |         |
| 1999-2003 | Roque Lara Carmona                          |         |
| 2003-2007 | Roque Lara Carmona                          |         |
| 2007-2011 | Roque Lara Carmona 2008: Blas Alves Moriano |         |
| 2011-2015 | Blas Alves Moriano                          |         |
| 2015-2019 | Blas Alves Moriano                          |         |
| 2019-2023 | Blas Alves Moriano                          |         |
| 2023-act. | Blas Alves Moriano                          |         |

## Economía

### Evolución de la deuda viva municipal
| Gráfica de evolución de deuda viva del Ayuntamiento de Vva. de la Reina entre 2008 y 2019                                |
| |
| Deuda viva del Ayuntamiento de Vva. de la Reina en miles de euros según datos del Ministerio de Hacienda y Ad. Públicas. |

## Cultura

### Patrimonio

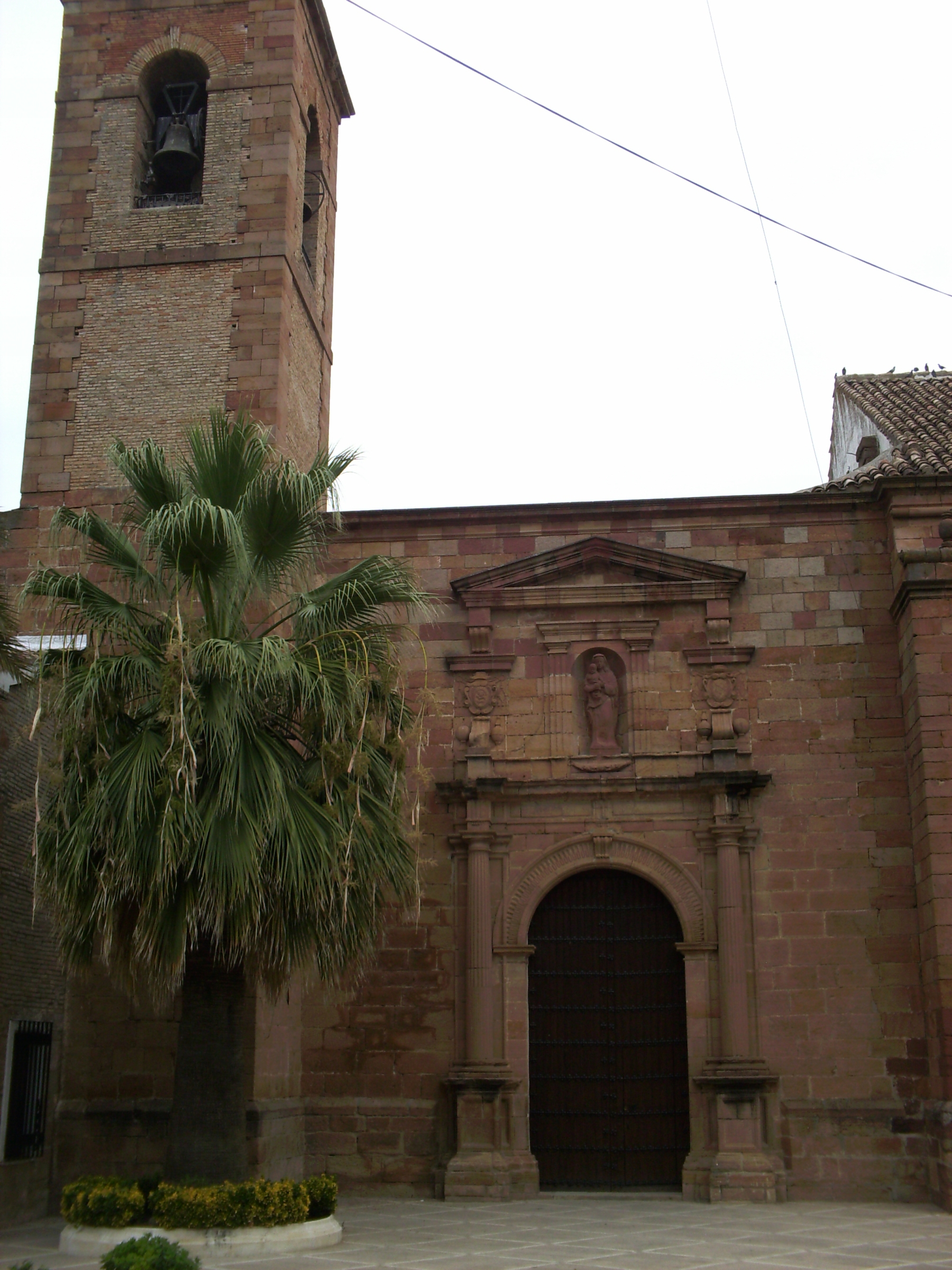
Iglesia de la Natividad.

Entre sus monumentos destacan la casa consistorial de Villanueva de la Reina. La Iglesia de la Natividad de Nuestra Señora (siglo XV al XVII), que está formada por una planta de tres naves, y conserva una anterior capilla mudéjar (siglo XII) a los pies del templo con una puerta de entrada exterior que se encuentra en el patio de la rectoría. Existía un retablo mayor de la escuela de Alonso Berruguete y atribuido a Sebastián de Solís, quemado durante la guerra civil española. El actual fue realizado en 1961 por el maestro tallista Mariano Píñar Ferrer, ayudándole como primer trabajo su discípulo Juan María Medina Ayllón. La Capilla del Rosario está situada en la parte norte de la nave izquierda del templo, la yesería de su bóveda es un ejemplo del rococó del siglo XVIII.
La fachada de la Capilla de San Nicolás (siglo XVIII), cuyo traslado se realizó en 1991 al ser donada por Miguel Perálvarez Moya, se encuentra adosada al edificio del ayuntamiento. De estilo barroco tardío, consta de portada de sillería con un arco de medio punto flanqueado por dobles pilastras; sobre el arco un entablamento de molduras da paso al segundo piso donde en su parte central se encuentra una hornacina con pilastras en ambos lados y sobre ella un frontón que resguarda en su parte central un escudo. Remata esta fachada una espadaña de un hueco realizada en ladrillo y acabada en triángulo.
La prensa de torre (molino de aceite), posiblemente del siglo XVII, está situada en el Parque del Guadalquivir que recorre la orilla de dicho río a su paso por el casco urbano. La Ermita de Santa Potenciana es un importante yacimiento arqueológico de época romana altoimperial situado al norte de la población, junto al río.
Las cuevas de Lituergo, en total unas cincuenta, se encuentran en el término de Villanueva en un paraje cercano al río. Se desconoce su datación exacta, aunque existen restos arqueológicos de la época romana, también después de la guerra civil española algunas familias se instalaron durante algún tiempo en ellas; en general constan de una sala-comedor, cocina y una habitación, están pintadas con cal blanca y azulete así como los suelos con tierra de la llamada «rubia» o «crema para limpiar cucharas». El padrón del año 1945 muestra la población de las cuevas, que consistía en 183 personas, de las cuales 99 eran mujeres y el resto hombres.
También cabe destacar las ermitas de San Marcos y del Santo Cristo del Humilladero.

### Fiestas
La festividad de San Antón tiene lugar en la noche del 16 al 17 de enero, y se realizan lumbres en distintos puntos del pueblo donde se cantan canciones populares, los jóvenes del pueblo "saltan las candelas" y se reúnen los vecinos para beber vino y comer palomitas, chorizo, morcilla o tocino.
La Semana Santa, desde el Viernes de Dolores con la procesión al calvario de Nuestra Señora de los Dolores hasta el Domingo de Resurrección con el encierro de Cristo Resucitado en el templo, dando paso por la tarde al convite de banderas de la Cofradía de la Virgen de la Cabeza por las calles de la localidad. Durante las procesiones los armaos vestidos con un característico traje del barroco cantan las tradicionales "Coplas de Pasión" y durante el Sermón de la Madrugada del Viernes Santo cantan los "Pregones", además la banda de música acompaña todas las procesiones.
La romería en honor a Santa Potenciana se celebra durante el segundo fin de semana de mayo en el paraje natural El Batanejo, comenzando el viernes con la tradicional paella, el sábado con el paseíllo de la Hermandad de Santa Potenciana por las calles del pueblo acompañada por las autoridades, dando paso a la verbena en la plaza del Batanejo. El domingo concluyendo la romería con la procesión de Santa Potenciana hasta el Batanejo, con parada para realizar un desayuno molinero en el recinto ferial, celebración de la misa y por la tarde subida de la santa terminando con la procesión por la otra parte del pueblo.
La fiesta de San Isidro, durante el fin de semana próximo al 15 de mayo, se celebra en La Quintería, pedanía de Villanueva de la Reina. Las fiestas en honor a su patrón en la que los quintereños tienen su fiesta grande con actividades para los niños y los mayores, la procesión del santo y la degustación del canto quintereño en el recinto ferial La Noria.
En Julio Cultural se realizan distintas actividades culturales, como teatro, conciertos de la banda de música de la Asociación Amigos de la Música y cine de verano entre otras cosas.
Las fiestas patronales en honor de Santa Potenciana se celebran el primer fin de semana del mes de agosto de jueves a domingo, con distintas cucañas para los niños y adultos durante el día, la feria de día celebrada el sábado con la degustación del canto con berenjenas en vinagre y por la tarde/noche la procesión en honor a Santa Potenciana, concluyendo el domingo con los fuegos artificiales.
Por úlimo, las "Mononas" son canciones/coplas autóctonas de Villanueva de la Reina que mantiene esta tradición de salir en grupos, por las calles a cantarlas en la época de la Navidad. Todos los años se organiza un concurso de mononas en el que el número de participación es numeroso.